# Super-héros
Pour les articles homonymes, voir Superhéros (homonymie).

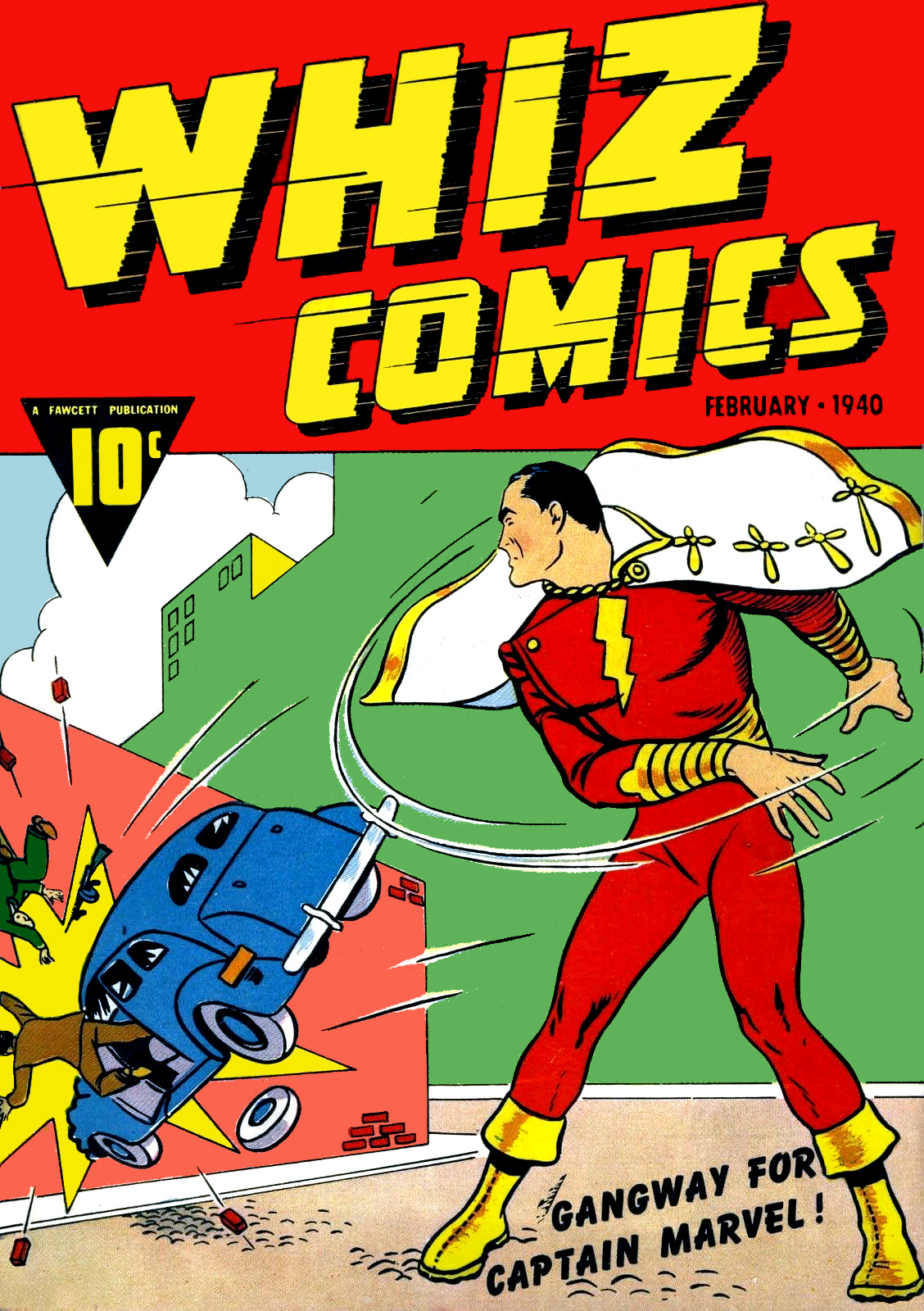
Couverture de 1940 représentant Captain Marvel (appelé aujourd'hui Shazam), publié à l'origine par Fawcett (maintenant par DC comics).

Un super-héros (de l'anglais « super hero » ou « superhero »), au féminin une super-héroïne, est un personnage type de fiction que l'on retrouve principalement dans les comics, c'est-à-dire les bandes dessinées américaines, et dans leurs adaptations audiovisuelles.
Un super-héros est généralement un type de justicier costumé qui se distingue par des capacités hors du commun. Ces capacités dérivent le plus souvent de pouvoirs surhumains ou surnaturels, appelés super-pouvoirs. Toutefois, des personnages qui n'ont aucun pouvoir surhumain, mais sont simplement masqués, comme Batman ou Catwoman, sont parfois considérés comme des super-héros. À l'inverse, des personnages ayant des pouvoirs surhumains, comme Mandrake le magicien, sont parfois exclus de la catégorie des super-héros.
L’antagoniste du super-héros est le super-vilain (« super-vilaine » au féminin).

## Caractéristiques

### Base commune
Un super-héros possède au moins deux des quatre caractéristiques suivantes (les deux dernières étant très souvent liées) :
1. des capacités extraordinaires (force physique, rapidité, résistance à la douleur, etc. surhumaine) communément appelées super-pouvoirs ;
2. une double identité (ou identité secrète) : celle d'un individu normal et celle, secrète, de super-héros. Il existe toutefois des super-héros dont l'identité réelle est publique, comme Captain America/Steven Rogers, les membres des Quatre Fantastiques ou Iron Man/Tony Stark ;
3. un équipement (arsenal ou autre) lui permettant de rivaliser avec des êtres dotés de super-pouvoirs et d'accomplir des exploits a priori surhumains, quand bien même il ne possèderait pas de véritables super-pouvoirs (Iron-Man, Batman, etc.) ;
4. le port, dans le cadre de ses aventures, d'un costume distinctif (le plus souvent collant au corps), qu'il abandonne quand il reprend ses activités d'individu ordinaire. D'après Will Eisner, les costumes en fibre élastique, les collants et la cape sont originellement les attributs des hommes forts de cirque comme celui de Barnum & Bailey, avant d'être repris dans les comics[1].

La première caractéristique n'est ni nécessaire ni suffisante. Si Superman est le stéréotype du super-héros, Batman est le plus célèbre des héros dépourvu de super-pouvoirs. D'ailleurs, Batman se mesure souvent à des ennemis qui eux, possèdent des pouvoirs surhumains. En fait, on considère qu'un personnage possède des pouvoirs dès qu'il possède un équipement qui lui donne des facultés supérieures à celles des humains. Par exemple, l'anneau de Green Lantern est considéré comme lui donnant des super-pouvoirs ; l'armure d'Iron Man présente un cas plus tangent, cet équipement étant d'une nature entièrement technologique et non surnaturelle, et ne faisant pas partie intégrante du corps du héros : les résultats sont cependant comparables. L'équipement de Batman, bien que plus sophistiqué que la normale, n'est pas considéré comme lui conférant des moyens d'action surhumains.

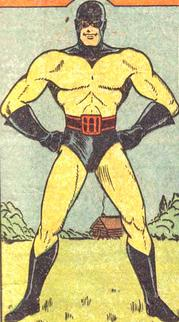
Le super-héros Black Hood, créé par MLJ Comics en 1940.

Un super-héros porte, dans la grande majorité des cas, un costume spécial pour le distinguer des autres, pour l'aider à mieux combattre et/ou pour dissimuler son identité. Le costume est souvent représenté comme très moulant, montrant les détails des muscles du corps plus qu'il ne le pourrait dans la réalité, et est ainsi appelé collant. Le costume de Superman était inspiré de celui, moyenâgeux, porté par Douglas Fairbanks dans le film Robin des Bois. Dans le cas de Superman, le fait d'avoir un costume moulant a été justifié a posteriori en 1986 par le fait qu'un de ses pouvoirs serait d'avoir un champ de force à courte portée qui le protège, et donc des vêtements non moulants ne résisteraient pas au combat. Mais avant cette révision qui depuis a fait long feu, son costume était décrit comme indestructible car d'origine kryptonnienne. Dans d'autres cas, cela peut souvent se justifier par le fait qu'un costume de ce type gêne moins les mouvements, et est plus facile à cacher sous ses vrais vêtements sans avoir trop chaud. Le costume de Spider-Man est inspiré de ceux des catcheurs de l'époque. Il est à noter, toutefois, que tous les super-héros ne portent pas de collant : Iron Man porte par exemple une armure de haute technologie, tandis que Batman porte une combinaison pare-balles.
Par son identité et son costume, le super-héros est un sous-genre du « vengeur masqué ». Zorro, malgré son identité secrète et son costume distinctif, n'est pas considéré comme un super-héros, car il combat à l'épée, d'une manière tout à fait normale pour son époque. La filiation du super-héros avec ce type de justicier masqué est cependant évidente, et fait l'objet d'un hommage explicite dans la mini-série Batman: Dark Knight, publiée par Frank Miller en 1986 : dans cette histoire, le jour tragique du meurtre de ses parents, le jeune Bruce Wayne sortait avec eux d'un cinéma qui projetait un film mettant en scène Zorro.
Il arrive qu'un héros soit décliné en plusieurs avatars : à Superman correspondront par exemple Superboy, puis Supergirl qui apparaissent dans des séries autonomes. Superman connaîtra aussi un étrange double, « Bizarro », sorte de clone manqué aux traits mal dessinés, pâle comme un linge, habillé comme lui, doté de super-pouvoirs équivalents. Le souci de ne pas laisser le super-héros monologuer pour expliquer ce qu'il fait conduit souvent à lui ajouter un jeune aide (faire-valoir, sidekick en anglais). Robin, compagnon de Batman, en est l'exemple le plus connu.
Certains personnages sont dotés de capacités hors du commun et ne s'en servent que dans le cadre de leur travail. Allison Dubois (Médium) peut communiquer avec les morts, mais elle travaille pour la police ; Chuck Bartowski (Chuck), qui travaille pour la CIA, possède toutes les informations gouvernementales dans sa tête, ainsi que la capacité d'acquérir ponctuellement des compétences (danse, langues étrangères, arts martiaux…) sans avoir à les apprendre, en "flashant". Ils ne sont donc pas considérés comme des super-héros.

### Univers

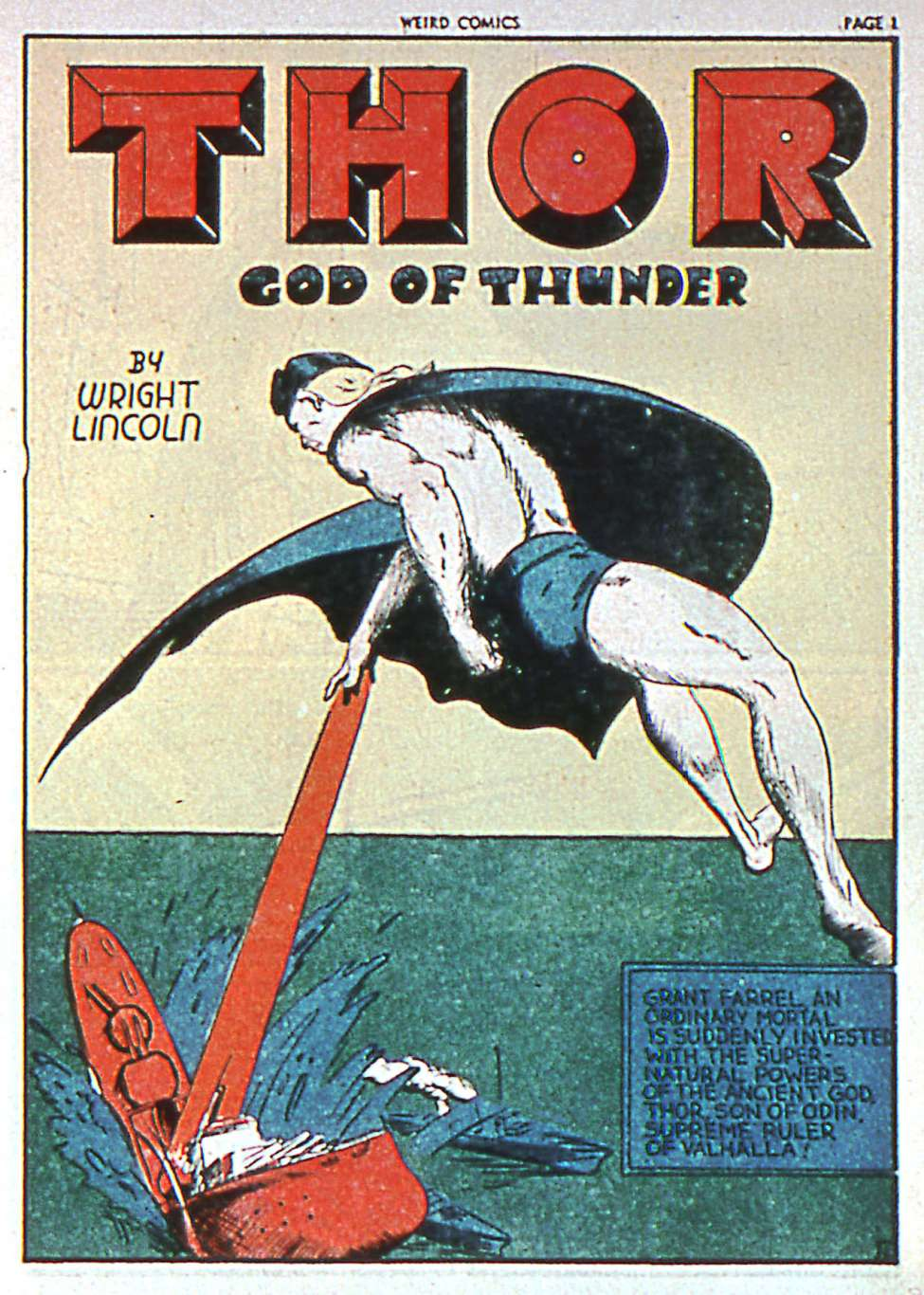
Couverture de Thor, God of Thunder #1, de Weird Comics (1940).

Les éditeurs d'histoires de super-héros ont rapidement été amenés à faire se côtoyer les personnages de leur écurie, aboutissant à la création progressive d'univers fantastiques élaborés, dont l'univers DC et l'univers Marvel sont les principaux exemples. Superman et Batman partagent ainsi de nombreuses aventures. Au fur et à mesure que se développent les univers partagés, le héros peut devenir moins exceptionnel dans son monde. Dans une série comme la Légion des Super-Héros, l'équipe comprend des dizaines de personnages et est constituée en grande partie d'extra-terrestres dont les super-pouvoirs sont innés et non acquis. L'équipe agit comme une force de sécurité officielle, mais il s'agit d'une série futuriste qui se déroule au trentième siècle. Dans Savage Dragon, Erik Larsen fait de son personnage un policier et le place dans un monde où les super-êtres foisonnent. Astro City est également un lieu où le surhomme est banalisé.
Les univers de super-héros peuvent se mêler à des thèmes mythologiques ou à des univers imaginaires très divers : des héros Marvel ou DC sont ainsi amenés à rencontrer des Dieux de l'Olympe ou d'Ásgard, ainsi que des personnages littéraires (Dracula, Frankenstein, Fu Manchu…). Alan Moore a créé des séries qui ne relèvent parfois que marginalement du genre. Il remonte aux sources du genre avec d'une part La Ligue des gentlemen extraordinaires qui met en scène des personnages tirés de romans fantastiques célèbres comme Mr Hyde et l'Homme invisible, et d'autre part Tom Strong, un personnage dans la tradition des pulps et du Fantôme de la jungle. Promethea sert surtout à parler de magie et revêt presque un aspect didactique. Top Ten est indéniablement une série de super-héros mais les conventions sont bousculées puisque tous les habitants ont des super-pouvoirs ou des doubles identités, les justiciers sont interdits et l'ordre est assuré par la police (constituée, comme le reste, de "super-héros"). Cette série est la culmination de la banalisation du super-héros. Cette tendance est à rapprocher du réalisme magique, mouvement littéraire qui fait côtoyer des éléments mondains et fantastiques comme s'ils étaient aussi banals que la réalité quotidienne.

### Symbolique
Dans son recueil De Superman au Surhomme, Umberto Eco fait remarquer que la plupart des histoires de super-héros évoluent hors du temps, puisque ceux-ci ne vieillissent pas et ont une vie toujours identique. Elles se situent également hors du monde, car malgré des super-pouvoirs parfois considérables, les super-héros modifient moins l'équilibre du monde qui les entoure que ce que l'on pourrait croire. Dans leur acception primordiale, les super-héros peuvent être utilisés comme des personnages symboliques, ou à la limite, parfois impliqués dans des histoires purement manichéennes qui sont destinées alors à un jeune public. L'archétype du super-héros a cependant connu de nombreuses variations.

## Historique

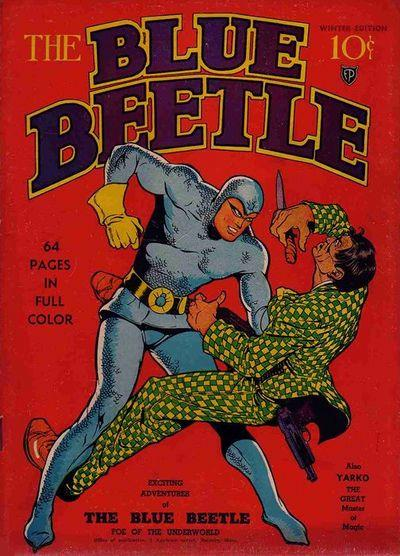
Une bande dessinée mettant en scène les aventures du super-héros Blue Beetle (1939).

Les récits mythologiques ou légendaires mettent couramment en scène des personnages principaux accomplissant des exploits surhumains : c'est le cas de certains dieux ou demi-dieux païens comme Hercule dans la mythologie gréco-romaine, ou Thor dans la mythologie germanique. Ces deux divinités ont d'ailleurs été plus tard mis en scène comme personnages de comics.
Des héros comme ceux de l'Iliade d'Homère, de la légende arthurienne, ou de Roland furieux de Ludovico Ariosto se voient prêter des capacités au-delà de la normale, sans être nécessairement présentés comme surhumains. La figure du justicier est par ailleurs un archétype des récits légendaires et populaires, à travers des personnages familiers comme Robin des Bois.
Le personnage du surhomme en tant que héros moderne se retrouve en germe dans les romans-feuilletons du XIXe siècle, comme Edmond Dantès dans Le Comte de Monte-Cristo et Rodolphe dans Les Mystères de Paris, qui trouvent leur prolongement dans d'autres personnages de la littérature populaire comme sir Percy Blakeney dans Le Mouron rouge, ou Fantômas (ce dernier étant un antihéros). Umberto Eco voit tout particulièrement dans le comte de Monte-Cristo un prototype du héros surhumain, un personnage « aux qualités exceptionnelles, [qui] dévoile les injustices du monde et tente de les réparer par des actes de justice privée, [qui] détruit les méchants, récompense les bons et rétablit l'harmonie perdue ». Monte-Cristo a en commun avec le super-héros le fait d'user d'une double identité et de posséder des capacités extraordinaires, bien que celles-ci ne soient pas surnaturelles et découlent de sa ruse comme de son immense fortune. Rocambole, un personnage de malfaiteur devenu justicier créé par Pierre Alexis de Ponson du Terrail, appartient à cette même catégorie de « surhomme » littéraire issu du roman-feuilleton.
D'autres personnages de fiction archétypaux et présentant des capacités d'exception, comme Sherlock Holmes ou Tarzan, peuvent également être considérés comme des précurseurs de la figure du super-héros. On peut également citer le capitaine Nemo et Robur-le-Conquérant, créés par Jules Verne, qui ont en commun des doubles identités et un équipement futuriste qui leur permet d'accomplir des exploits fantastiques.
Apparaissent aussi des personnages présentant des mutations naturelles (J.-H. Rosny aîné — Un autre monde, 1895), ou artificielles (H. G. Wells — L'Homme invisible, 1897 ou Maurice Renard — L'Homme truqué, 1921).
Au début du XXe siècle, les exploits du Mouron rouge — héros d'une série de romans d'Emma Orczy, également adaptés au théâtre — popularisent, dans les pays anglo-saxons, le concept d'un héros rendant la justice sous une identité secrète. La littérature populaire de l'époque présente d'autres personnages assimilables à des super-héros : c'est le cas en France de l'Oiselle, créée en 1909 par la romancière Renée Gouraud d’Ablancourt (dite René d'Anjou), avec son système de vision nocturne et sa combinaison aux ailes artificielles qui lui permet de survoler Paris où elle mène ses aventures. En 1911, Jean de La Hire crée dans un de ses romans-feuilletons le personnage du Nyctalope, qu'il met ensuite en scène dans toute une série de romans. Parfois présenté comme l'un des « premiers super-héros », le Nyctalope présente plusieurs caractéristiques associées à ce type de personnage : des « super-pouvoirs », dont le principal est la vision nocturne, et un nom de code. Il n'a cependant pas d'identité secrète — son vrai nom étant connu de tous — et tient, du moins à ses débuts, davantage de l'aventurier que du justicier.
Fantômas, créé en France à la même époque par Marcel Allain et Pierre Souvestre, se rapproche plutôt du super-vilain. Vite adaptées par le cinéma muet, les aventures de Fantômas inspirent, toujours au cinéma, celles de Judex, un justicier conçu comme une version positive de Fantômas. Le film Judex s'étant exporté aux États-Unis, contribue — avec Ravengar, un autre film qui en est le plagiat — à y inspirer le personnage de The Shadow, créé en 1930. Apparu dans des romans publiés par des pulp magazines, The Shadow, dont le costume rappelle celui de Judex, poursuit ses aventures dans un feuilleton radiophonique, puis dans des bandes dessinées. Cumulant activité de justicier, costume, double identité et super-pouvoir — en l'occurrence l'invisibilité —, The Shadow est une source d'inspiration importante pour les super-héros, et notamment pour le personnage de Batman. Un autre héros de pulps, Doc Savage, aventurier intrépide qui excelle dans toutes les disciplines physiques et intellectuelles, se rapproche également du super-héros et a pu constituer une source d'inspiration pour certains personnages de comic books.Ce concept de l’homme façonné dès l’enfance pour atteindre la perfection existait déjà chez Nick Carter, détective du XIXe siècle, et chez Henry Stone, protagoniste de The Savage Gentleman (1932) de Philip Wylie.

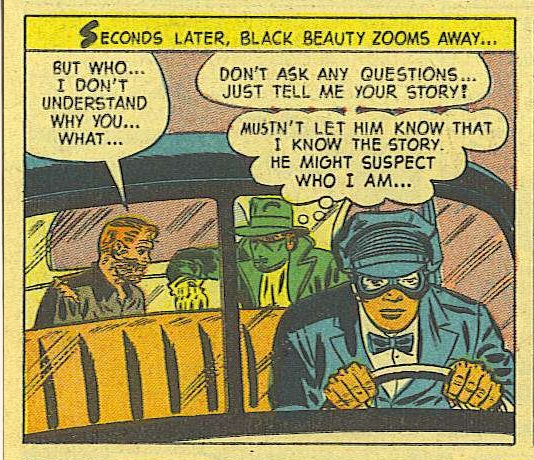
Le Frelon Vert et Kato

À la même époque, The Green Hornet (Le Frelon Vert, justicier masqué créé en 1936 dans un feuilleton, préfigure également Batman en combinant richesse, double identité et combat contre le crime. Il se distingue en ayant, avant même Batman, un allié fidèle, Kato, et une voiture spéciale équipée de gadgets, la Black Beauty, annonce le concept de la Batmobile.
Parmi les personnages surhumains, on trouve Hugo Danner du roman Gladiator (1930) de Philip Wylie et Aarn Munro du livre The Mightiest Machine (1934) de John W. Campbell, qui ont développé des capacités surhumaines en raison de leur éducation sous la gravité intense de Jupiter. Philip Wylie, auteur de Gladiator et The Savage Gentleman, a également coécrit When Worlds Collide (1933) avec Edwin Balmer, une histoire de planètes errantes en route de collision avec la Terre qui aurait inspiré Flash Gordon d’Alex Raymond.
Des héros spatiaux tels que John Carter de Edgar Rice Burroughs, Buck Rogers de Philip Francis Nowlan, Lensman d'E. E. Smith et Flash Gordon d'Alex Raymond, avec leurs armes futuristes (ou non) et gadgets, sont des figures emblématiques des sous-genres de la science-fiction, comme le roman planétaire et la space opera.
Le super-héros au sens le plus communément admis apparait dans les années 1930 dans la bande dessinée américaine, dans les comic strips et comic books. Jacques Sadoul considère Mandrake le magicien et Le Fantôme, apparus respectivement en 1935 et 1936, comme des précurseurs immédiats, voire des prototypes du super-héros, en tenant compte des pouvoirs surnaturels du premier et du costume du second : « Prenez le costume [du Fantôme], son fameux collant violet […], ajoutez-y les pouvoirs de Mandrake, et vous avez un super-héros ». Le Fantôme a marqué l'histoire de la bande dessinée en instaurant le masque aux yeux blancs (sans pupilles),,.
En 1935, Mel Graff introduisit le Phantom Magician dans les comic strips The Adventures of Patsy. Dans cette série, Patsy – une fillette ordinaire de 4 à 6 ans – est emportée par un cerf-volant dans un voyage fantastique, où elle rencontre le Phantom Magician, un protecteur masqué et capé doté de pouvoirs magiques. Ce personnage marqua les esprits par son évolution inédite : de retour sur Terre, il abandonne ses pouvoirs et son costume pour endosser l’identité civile de Phil Cardigan, l’oncle de Patsy.
Les pulps des années 1930 ont joué un rôle crucial dans l'émergence des premiers concepts de super-héros grâce à leurs bandes dessinées innovantes :

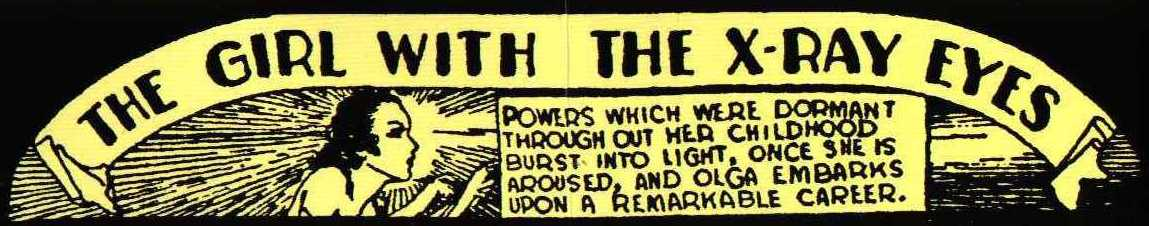
Logo de la bande dessinée Olga Mesmer.

En août 1936, Thrilling Wonder Stories publiait Zarnak d'Ax Plaisted. En août 1937, dans une rubrique du magazine, le mot « super-héros » était utilisé pour définir le personnage principal,. Un autre personnage révolutionnaire apparut en août 1937, Olga Mesmer, « La Fille aux Yeux Rayons X », apparaissant dans une bande dessinée d'une seule page de Spicy Mystery Stories.
Superman, apparu en avril 1938 dans le premier numéro d'Action Comics, édité par DC Comics, est considéré comme le premier super-héros au sens moderne du terme. Son apparition marque le début de l'âge d'or des comics. Créé par Jerry Siegel et Joe Shuster, il présente l'ensemble des caractéristiques communément associées au super-héros. Son origine extraterrestre lui vaut de posséder tout un éventail de super-pouvoirs : force physique colossale, rapidité extraordinaire, mais il n'a pas la capacité de voler — ce pouvoir n'apparaîtra que bien plus tard. Il mène une vie de journaliste sous l'identité de Clark Kent et quand il passe à l'action en tant que Superman, il revêt un costume rouge et bleu orné sur le torse d'un grand « S » ainsi qu'une cape.

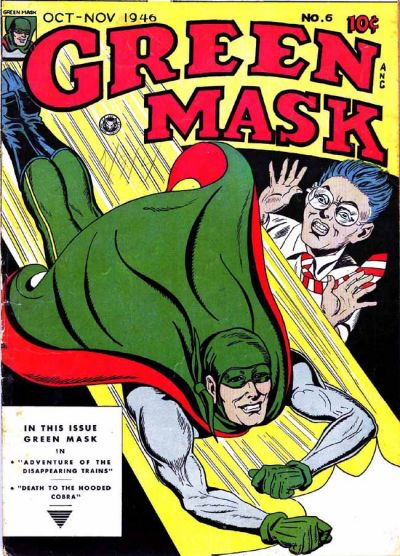
Couverture de Green Mask #17 (1946).

L'apparition de Superman entraîne celle de nombreux autres personnages du même genre. Batman, créé en 1939 par Bob Kane pour DC Comics est le plus souvent cité comme le second personnage primordial du genre. DC lance de nombreux autres personnages, comme en 1940 Flash de Gardner Fox ou Green Lantern de Bill Finger. La multiplication des super-héros amène par ailleurs l'éditeur à réunir ses personnages au sein d'aventures communes : la Société de justice d'Amérique devient en 1940 le premier groupe de super-héros. En 1939, l'éditeur Timely Publications — qui deviendra dans les années 1960 Marvel Comics — lance, avec sa collection Marvel Mystery Comics, les personnages de La Torche humaine (créé par Carl Burgos) et de Namor le Prince des mers (créé par Bill Everett), le second étant un antihéros ennemi de l'humanité qui affronte fréquemment le premier. Fawcett Publications crée en 1940 Captain Marvel, un héros dont le costume peut rappeler celui de Superman, mais dont l'origine est fort différente et dont les aventures s'adressent à un lectorat plus jeune. La similitude entre les deux personnages entraîne un long procès pour plagiat entre DC et Fawcett, qui finit par jeter l'éponge. L'approche de la Seconde Guerre mondiale entraîne l'apparition de types de héros patriotiques, comme Captain America, créé en mars 1941 par Joe Simon et Jack Kirby pour Timely Publications, devenu Timely Comics.
À la fin des années 1930, émergent les premières super-héroïnes: Sheena, reine de la jungle, créée en 1937 par Will Eisner et Jerry Iger, est considérée par Jacques Sadoul comme relevant du genre des super-héros. Peu après, en novembre 1939, apparaît Magician from Mars dans Amazing-Man Comics, créée par John Giunta et Malcolm Kildale pour Centaur Publications. Née d'une mère terrestre et d'un père martien, Jane 6ᴇᴍ35 développe des pouvoirs comme la super-force, la télékinésie et la création d'illusions.

En février 1940, Fiction House publie Fantomah, créée par Fletcher Hanks, une femme immortelle capable de se transformer pour combattre le mal. Le 6 avril 1941, Miss Fury débute dans la comic strip Black Fury de Tarpé Mills, première super-héroïne créée par une femme et engagée dans la Seconde Guerre mondiale. Ensuite viennent Phantom Lady, en juin 1941 chez Quality Comics, puis Wonder Woman en décembre de la même année chez DC Comics. 

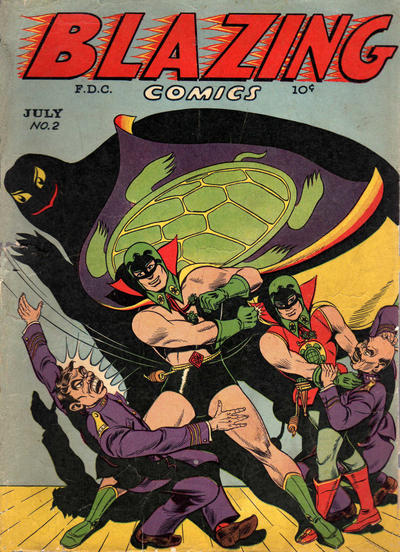
The Green Turtle et Burma Boy deux super-héros de la revue Blazing Comics (juillet 1944).

En 1944 apparaît The Green Turtle, créé par le sino-américain Chu F. Hing. Le personnage avait été conçu pour être un héros chinois aidant les résistants chinois contre les envahisseurs japonais pendant la Seconde Guerre mondiale. Cependant, l'éditeur de Hing refusa que le personnage soit explicitement identifié comme chinois, croyant qu'il n'y aurait pas de marché pour un super-héros asiatique. En conséquence, Hing dessina toujours le personnage masqué, faisant de son identité un mystère. À l'époque, il était plus courant de trouver des personnages asiatiques relégués au rôle d'adjoints, comme Kato, le partenaire du Frelon Vert, ou représentés de manière stéréotypée, comme le détective Charlie Chan.
Les super-héros les plus populaires voient leurs aventures adaptées en feuilletons radiophoniques, dessins animés, [comic strips et serials. Ce type de personnage s'implante durablement dans le paysage culturel américain. En France, dans l'immédiat après-guerre, de nombreuses bandes dessinées mettent en scène des super-héros inspirés du modèle américain (Fantax, Satanax, Fulguros…) mais ces séries disparaissent en raison de la loi de 1949 sur les publications destinées à la jeunesse.
La période allant de 1938 à 1950 est considérée comme l'Âge d'Or ou le Golden Age des super-héros. Dans les périodes de crises, le super héros est un vecteur d'espoir et un moyen pour  s'évader de la réalité.
Après-guerre, aux États-Unis mêmes, les super-héros connaissent pendant plusieurs années une traversée du désert, au profit d'autres genres de bandes dessinées : les histoires sentimentales (avec Young Romance de Joe Simon et Jack Kirby, sorti en 1947), les histoires humoristiques d'adolescents, les animaux anthropomorphes (dont les comics de Disney), mais aussi le western, les histoires policières, l'horreur et la science-fiction. En 1954, l'ouvrage du psychiatre Fredric Wertham, Seduction of the Innocent, stigmatise violemment les super-héros et la bande dessinée en général, les accusant de pousser leurs plus jeunes lecteurs vers la drogue, la délinquance ou l'homosexualité. Une tentative de Stan Lee pour ressusciter le genre en 1953 se solde par un échec. Si les séries les plus connues comme Superman, Batman ou Wonder Woman continuent de paraître, la plupart ont disparu des kiosques au début des années 1950.
DC Comics, alors dirigé par Julius Schwartz, réanime le genre en 1956 : le quatrième numéro du magazine Showcase présente une nouvelle version de Flash, souvent considéré comme le point de départ de la période désignée sous le nom d'âge d'argent des comics. Superman et Wonder Woman sont modernisés, et de nouvelles versions de personnages comme Green Lantern, Atom ou Hawkman sont proposées aux lecteurs. Le scénariste Gardner Fox fait se rencontrer en 1961 les deux versions de Flash, qui s'avèrent vivre dans des mondes parallèles, entraînant la mise en place d'un Univers DC particulièrement complexe. Comme avant-guerre avec la Société de justice d'Amérique, les nouveaux personnages DC se réunissent au sein de la Ligue de justice d'Amérique.
Le responsable de Marvel Comics, Martin Goodman, lance au début des années 1960 ses propres histoires de super-héros, rédigées pour la plupart par Stan Lee, son cousin par alliance. La concurrence est au départ modeste, DC étant alors le distributeur de Marvel. Stan Lee s'associe au dessinateur Jack Kirby, créateur de Captain America, pour lancer en novembre 1961 la série Les Quatre Fantastiques, une équipe de quatre aventuriers qui n'ont ni identité secrète, ni costumes (dans leurs trois premiers numéros). Au quatrième numéro, ils endossent un uniforme uni, très différent du costume traditionnel. Suit, en mai 1962, Hulk, un scientifique transformé en monstre et en antihéros pourchassé par l'armée. Puis Lee et Kirby créent Thor, le dieu nordique surpuissant dont l'alter ego est un médecin handicapé. La quatrième création de Lee, Spider-Man (illustré initialement par Steve Ditko) est un adolescent conçu comme proche des jeunes lecteurs de la série. Les bandes dessinées conçues par Lee, tout en demeurant destinées à de jeunes lecteurs, se signalent par un surcroît de maturité, un effort étant fait pour donner aux super-héros une psychologie plus complexe, éloignée du cliché du héros infaillible. Les dessins de Jack Kirby, qui deviennent très novateurs au fur et à mesure des années 1960, contribuent à la popularité croissante des séries de Marvel Comics.

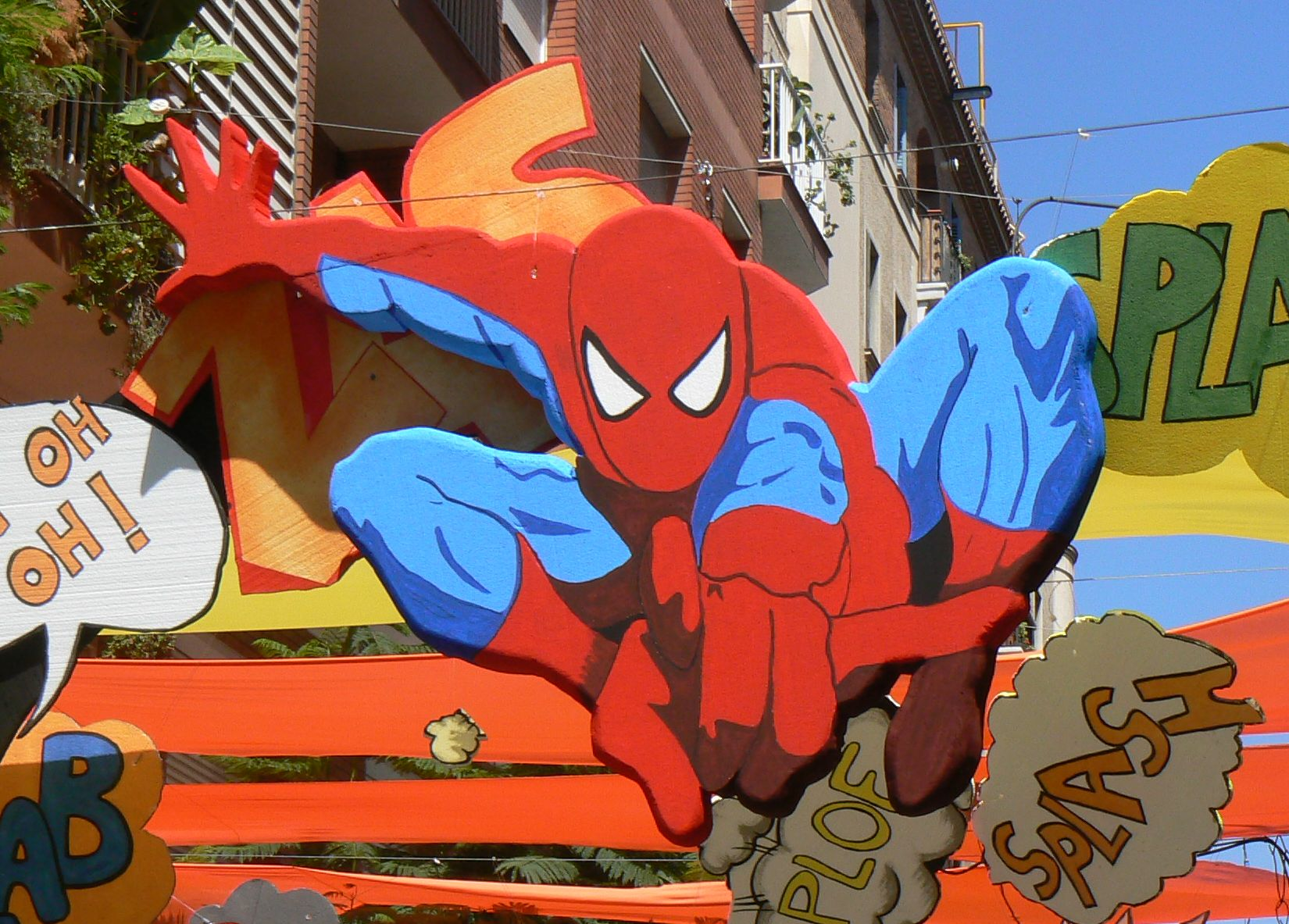
Une représentation de Spider-Man dans une rue de Barcelone en 2010.

Les années 1960 et 1970 voient apparaître un certain nombre de séries visant à innover sur le plan artistique ou narratif, comme Le Surfer d'argent, de Stan Lee et John Buscema, Deadman, de Neal Adams, Arnold Drake et Carmine Infantino, ou une série racontant les aventures communes de Green Lantern et Green Arrow, dans laquelle Dennis O'Neil et Neal Adams mêlent les super-héros à des problèmes de société contemporains.
Les bandes dessinées de super-héros cherchent parfois à adopter un ton plus sombre et plus adulte : La Créature du marais, créée pour DC en 1971 par Len Wein et Berni Wrightson, prend pour héros un scientifique transformé en homme-plante, dont les tentatives pour retrouver forme humaine le conduisent à vivre des aventures au cours desquelles il rend la justice. De nouveaux talents apparaissent, comme Chris Claremont et John Byrne, qui contribuent à faire de X-Men l'une des séries les plus populaires de Marvel Comics. Frank Miller devient en 1979 scénariste et dessinateur de Daredevil et apporte à cette série de Marvel un ton radicalement nouveau, d'une noirceur et d'une violence jusqu'alors peu communes. Alan Moore, scénariste britannique, propose chez DC une nouvelle version de La Créature du marais, au scénario sombre et inventif. La mini-série Crisis on Infinite Earths, de John Byrne et George Pérez met en scène l'ensemble des héros de l'Univers DC confrontés à un danger cosmique, et contribue à aplanir et simplifier le monde très complexe de DC.
En 1986, paraissent plusieurs séries de super-héros qui marquent durablement le genre : la mini-série Batman: Dark Knight de Frank Miller, présente un Batman quinquagénaire et retraité, qui reprend du service dans des circonstances ultra-violentes. Elektra: Assassin, de Frank Miller et Bill Sienkiewicz, met en scène le personnage de la tueuse Elektra, apparue dans Daredevil, et se distingue par un style expérimental et parfois déroutant. John Byrne publie chez DC Comics une nouvelle version de Superman, dont il redéfinit l'univers. Alan Moore s'impose comme l'un des scénaristes les plus originaux des comics en publiant chez DC la mini-série Watchmen, illustrée par Dave Gibbons, qui met en scène sur un ton particulièrement sombre et cynique les aventures de super-héros mis à la retraite forcée, amenés à enquêter sur la mort de l'un des leurs. Jacques Sadoul considère Watchmen comme « le premier comic-book adulte publié aux États-Unis depuis la fin de EC Comics ». Le genre se prête à des détournements et à des pastiches, comme Marshal Law (1987) des britanniques Pat Mills et Kevin O'Neill où un agent de police, lui-même doté de super-pouvoirs, a pour tâche de réprimer les excès des super-héros, présentés comme des dangers publics prompts à abuser des pouvoirs que leur a conféré le gouvernement des États-Unis.
Par ailleurs, les types de super-héros évoluent, reflétant non seulement l'évolution des goûts du public, mais également celles des sociétés et des mentalités. Des personnages noirs apparaissent progressivement dans les comics. En 1966, Stan Lee et Jack Kirby créent dans les pages des Quatre Fantastiques le personnage de la Panthère noire, qui constitue le premier véritable super-héros noir. C'est encore chez Marvel Comics qu'est créé le personnage de Luke Cage (alias Power Man) qui devient en 1972 le premier super-héros noir à être la vedette de sa propre série. Les super-héros noirs deviennent progressivement des personnages assez communs dans les comics, de même que des Latino-Américains ou des Asiatiques. L'homosexualité met nettement plus longtemps à apparaître : en 1992, Véga, l'un des personnages de la série La Division Alpha, déclare son homosexualité. Les personnages homosexuels se sont depuis multipliés dans les comics, y compris s'agissant de personnages existant depuis plusieurs années comme Dragon-lune chez Marvel Comics ou Batwoman chez DC Comics. Dans la série The Authority, destinée à un public plus adulte, deux des personnages principaux, Apollo et Midnighter, forment un couple homosexuel.
Au cours des années 1980 et 1990, les histoires de super-héros bénéficient de l'arrivée de nouveaux auteurs, comme Todd McFarlane ou Jim Lee. Plusieurs d'entre eux s'associent pour fonder en 1992 la maison d'édition Image Comics, qui propose son propre univers et concurrence bientôt DC et Marvel. De nouvelles séries, comme Spawn, contribuent à imposer le style Image, nettement plus violent, et parfois controversé sur le plan artistique.

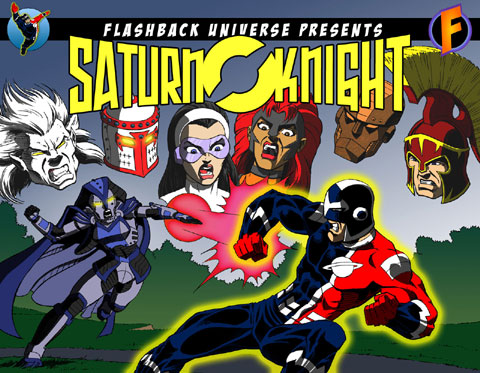
Saturn Knight.

Au cours des années 2000, la figure du super-héros continue de connaître des variations. Le scénariste Warren Ellis et le dessinateur Bryan Hitch, avec la série Authority créent en 2000 une équipe de super-héros interventionnistes, qui vont jusqu'à prendre le pouvoir mondial pour faire régner la justice. Dans la mini-série Superman: Red Son (2003), le scénariste Mark Millar imagine un monde parallèle dans lequel Superman aurait atterri, non pas aux États-Unis, mais en URSS, devenant un super-héros au service de Staline. En 2004, le dessin animé de Pixar Les Indestructibles présente des super-héros à la retraite forcée, menant une existence d'Américains moyens avant de reprendre du service. En 2006, le scénariste Garth Ennis crée la série de bande dessinée The Boys qui constitue une violente satire du genre : les super-héros, dont les pouvoirs leur ont été conférés par une drogue mise au point par une multinationale, sont dans leur grande majorité des individus corrompus et dangereux ; une équipe spéciale de la CIA, dont les agents sont eux-mêmes dotés de super-pouvoirs, est chargé de réguler leurs excès. En 2008, Mark Millar et John Romita Jr. créent la mini-série Kick-Ass, qui pastiche le genre en racontant les aventures d'un adolescent s'improvisant super-héros alors qu'il ne possède ni super-pouvoirs, ni aptitudes particulières.
Les principaux éditeurs de comics de super-héros aux États-Unis sont DC, Marvel et Image. En France, les principales séries de comics ont été traduites par les éditions Lug (dont les publications sont reprises par Semic en 1989), Arédit/Artima et Sagédition. Leurs principaux diffuseurs sont aujourd'hui Delcourt, Dargaud et Panini.
Le terme « Super Heroes » est actuellement une marque conjointe des éditeurs américains Marvel Comics et DC Comics.
Son usage commercial remonte à 1967, lorsqu'il a été enregistré par Ben Cooper, Inc. pour des costumes d’Halloween. Après des différends juridiques impliquant la société Mego dans les années 1970, les droits ont été cédés aux deux éditeurs, qui ont obtenu l’enregistrement officiel de la marque en 1981 pour les publications de bandes dessinées. Depuis lors, Marvel et DC protègent vigoureusement cette marque dans divers domaines (jouets, films, séries, etc.).
Bien que ces deux maisons d’édition soient concurrentes, elles collaborent étroitement pour défendre cette marque contre tout usage non autorisé. Elles ont intenté plusieurs actions en justice dans différentes juridictions pour empêcher d'autres éditeurs d'utiliser le terme « super-héros » ou ses variantes.
Par exemple, en 2014, Graham Jules, un auteur britannique, a reçu une mise en demeure de Marvel et DC pour avoir utilisé le terme « superhero » dans le titre de son livre Business Zero to Superhero. Bien qu'on lui ait offert une compensation pour modifier le titre, il a refusé. Peu avant l’audience prévue à l’Office britannique de la propriété intellectuelle, les deux éditeurs ont retiré leur plainte.
Un cas similaire concerne Ray Felix, créateur de la série A World Without Superheroes, qui a tenté d’enregistrer ce titre auprès du bureau américain des marques (USPTO). Il défend l’idée que le terme « super-héros » est devenu générique et ne devrait plus bénéficier de protection exclusive. Bien que sa demande ait été abandonnée, il a exprimé son intention de continuer à contester la validité de la marque détenue par Marvel et DC.
Ce débat s’inscrit dans une discussion juridique plus vaste sur le caractère générique du terme « super-héros », souvent comparé à d’anciens noms commerciaux devenus des termes courants comme « aspirine » ou « yo-yo ». Jusqu'en 2024, Marvel et DC ont réussi à maintenir leurs droits exclusifs sur cette marque, sauf dans certains cas comme celui de Superbabies Limited, qui a obtenu une décision par défaut annulant partiellement les marques pour usage devenu générique,.

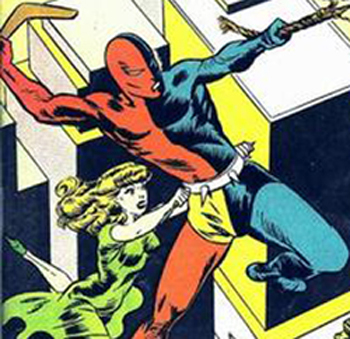
Daredevil est l'un des super-héros de l'âge d'or de la bande dessinée appartenant au domaine public

Même lorsque des personnages entrent dans le domaine public, leurs noms ne sont pas toujours libres d'utilisation. Un exemple emblématique est le personnage Daredevil, créé à l'origine par Jack Binder et Jack Cole pour l'éditeur Lev Gleason. Bien que sa version classique soit dans le domaine public, Marvel détient la marque « Daredevil », associée à son propre personnage lancé en 1964, ce qui empêche l'utilisation commerciale de ce nom par des tiers. Selon la législation américaine en vigueur à l'époque, les éditeurs étaient tenus de renouveler leurs droits d’auteur après 28 ans.

## Adaptations audiovisuelles

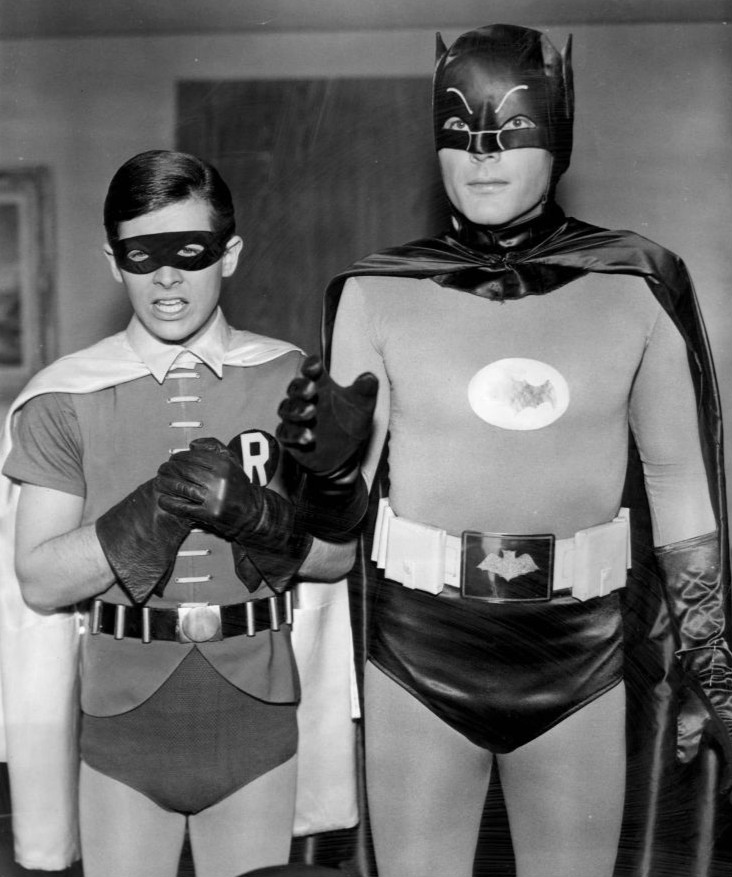
Adam West (à droite) et Burt Ward dans la série télévisée Batman.

Peu après leur création, les super-héros ont fait l'objet d'adaptations au cinéma, tout d'abord sous forme de serials projetés par épisodes dans les cinémas, en première partie des longs-métrages. Superman a fait l'objet, de 1952 à 1958, d'une adaptation en série télévisée, interprétée par George Reeves, Les Aventures de Superman. De 1966 à 1968, la série télévisée Batman, interprétée par Adam West, donne de la bande dessinée une image décalée et parfois auto-parodique, reprise dans une version cinématographique.
De nombreuses séries animées sont également tirées des aventures de Superman, Batman, Spider-Man et autres super-héros. Entre 1975 et 1979, la série télévisée Wonder Woman est diffusée aux États-Unis. Entre 1977 et 1982, la série télévisée L'Incroyable Hulk adapte le comic Marvel sous une forme sensiblement moins spectaculaire que dans la bande dessinée. Également à partir de 1977, Spider-Man fait l'objet d'une adaptation en série télévisée, The Amazing Spider-Man dont plusieurs épisodes sont distribuées en Europe dans les salles de cinéma sous la forme des films : L'Homme araignée et La Riposte de l'homme-araignée.
Mais le principal succès est remporté au cinéma en 1978 par le film Superman, adaptation cinématographique bénéficiant de gros moyens financiers et techniques, dans laquelle Christopher Reeve interprète le héros de DC comics : ce film connaît trois suites. Outre la télévision et le cinéma, les personnages de super-héros font également l'objet de nombreuses adaptations en jeux vidéo.
À la fin des années 1980, la mode des super-héros au cinéma est relancée par le film Batman, réalisé par Tim Burton, qui engendre trois suites au cours de la décennie suivante. Elle est à nouveau relancée dans les années 2000 avec les succès de X-Men de Bryan Singer, de Spider-Man de Sam Raimi et de Batman Begins et The Dark Knight de Christopher Nolan. Bénéficiant désormais de moyens techniques amplement suffisants pour restituer les aspects spectaculaires des comics, les films de super-héros se succèdent à l'écran à partir des années 2000, au point de donner lieu à un film parodiant le genre, Super Héros Movie (2008).
À la télévision, outre les adaptations en dessin animés, Superman a fait l'objet de deux séries à succès très différentes les unes des autres, Loïs et Clark (de 1993 à 1997) et Smallville (de 2001 à 2011). Watchmen, longtemps réputé inadaptable, fait l'objet en 2009 d'une version cinématographique. Kick-Ass est adapté au cinéma peu après sa sortie en version papier. Des personnages sont créés spécialement pour le cinéma, comme ceux du dessin animé Les Indestructibles, qui pastiche de nombreux archétypes du genre ou le super-héros parodique Hancock.

## Parodies
L'aspect archétypal et parfois stéréotypé de la figure du super-héros a valu au genre de connaître de nombreux pastiches et parodies. Dans les bandes dessinées Disney, le personnage de Dingo est parfois mis en scène sous les traits de « Super-Dingo », dont il prend l'identité et les super-pouvoirs en mangeant des « super-cacahuètes ». Donald Duck, dans des bandes dessinées de production italienne, prend parfois l'identité de Fantomiald.
En France, Jacques Lob et Marcel Gotlib créent en 1972 le personnage de Superdupont, parodie franchouillarde du super-héros patriotique. En Espagne, Superlópez est créé en 1973 par le dessinateur Jan (en). En Italie, l'auteur Leo Ortolani créé en 1995 le personnage de Rat-Man. En 1999, le film Mystery Men met en scène un groupe de super-héros amateurs et incompétents. Depuis 2004, les auteurs français Zep et Tébo publient la bande dessinée Captain Biceps, personnage de super-héros à l'intelligence très limitée dont les aventures sont également adaptées en dessin animé.
L'aspect fantaisiste des costumes de super-héros est parfois sujet de moqueries, y compris de manière interne aux univers de fiction (Dans les comics Marvel, le général Thunderbolt Ross appelle avec mépris les super-héros « les encapés »). Le récit de Watchmen fait observer les dangers des capes qui, outre leur inutilité globale, peuvent causer des accidents : cette idée est reprise dans le dessin animé Les Indestructibles.
La bande dessinée Kick-Ass, et son adaptation à l'écran, constituent des pastiches du genre, leur humour noir étant surtout basé sur le décalage entre la réalité et les ambitions de « super-héros » du personnage principal.
Au Mexique, la série télévisée El Chapulin Colorado réalisée par Chespirito, met en scène un super-héros parodique, ne possédant que de rares super-pouvoirs (capacité de léviter dans certains épisodes, de se déplacer dans l'espace sans scaphandre, de voyager dans le temps et l'espace lorsqu'on l'invoque et la capacité de parler et comprendre « toutes les langues du monde, sauf celle des critiques de cinéma ») mais possédant différents objets extraordinaires qu'il utilise pour résoudre les problèmes (antennes de vinyle, chipote chillon, chiquitolina…).

## Imagerie dans la vie réelle
Dans la vie réelle, l'imagerie du super-héros a été reprise par des citoyens ordinaires. En dehors des déguisements adoptés pour des occasions festives, des citoyens ont pu utiliser des costumes de super-héros pour donner plus de visibilité, ou un caractère original, à des initiatives militantes. Certaines personnes, comme « Phoenix Jones » à Seattle, se présentent comme de véritables « justiciers » combattant réellement « le crime »,,, mais la plupart usent de cet artifice pour apporter une touche de fantaisie à des actions humanitaires, citoyennes, ou parfois politiques.

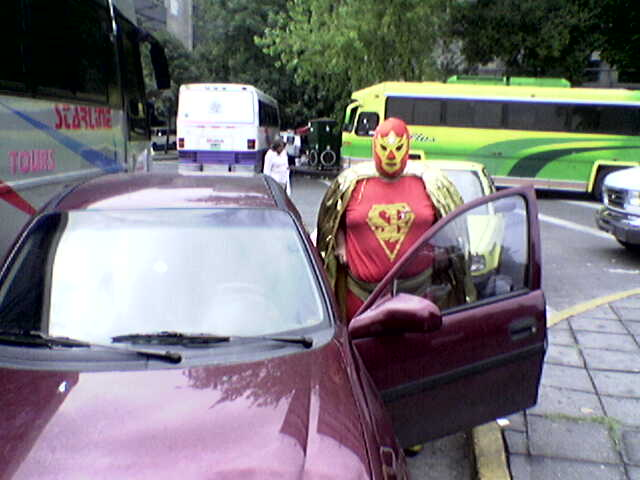
Le Mexicain Superbarrio Gómez.

Au Mexique, « Superbarrio Gómez (en) » (superbarrio signifiant littéralement « superquartier ») utilise depuis les années 1990 un costume semblable à ceux des catcheurs de Lucha libre et une « identité secrète » pour animer des meetings et des initiatives humanitaires en faveur des quartiers pauvres (barrios) de son pays, ou des réunions publiques contre la corruption.
Aux États-Unis, des citoyens ordinaires ont utilisé des identités de « superhéros » de leur cru, avec masques, capes et combinaisons afin d'aider leur prochain sur le plan local, en pratiquant des activités telles que cours d’autodéfense et de secourisme, aide aux plus démunis, ou nettoyage de rues. La première réunion publique d'activistes de ce type a eu lieu à New York, sous l'intitulé Superheroes anonymous. Ce collectif a créé un site web intituléSuperheroes Anonymous pour présenter les initiatives de ses membres.
Le comics Kick-Ass, qui met en scène un adolescent s'improvisant justicier masqué malgré son absence de qualifications pour cette fonction, constitue un pastiche de la figure traditionnelle du super-héros. La similitude entre cette œuvre de fiction et les initiatives du type Superheroes Anonymous a contribué à susciter l'attention des médias pour les cas de ce genre.
Des personnalités publiques ont par ailleurs utilisé occasionnellement l'imagerie du super-héros pour apporter de la visibilité à leur action : en Colombie, l'homme politique Antanas Mockus a revêtu à plusieurs reprises dans ses meetings un costume de « Super-Citoyen ».